# Black and Tans

Écusson des Black and Tans.

Pour les articles homonymes, voir Black and Tan (homonymie).
Les Black and Tans (Noirs et Fauves), officiellement Royal Irish Constabulary Special Reserve, sont un corps composé de militaires engagés par le gouvernement britannique à partir de janvier 1920 pour aider la Police royale irlandaise (RIC) et l'armée britannique à lutter contre les indépendantistes de l'Armée républicaine irlandaise (IRA). Il est dissous en 1922, après la fin de la guerre d'indépendance irlandaise.

## Origine
Les Black and Tans, au nombre de 16 000, sont pour la majorité d'anciens combattants anglais et écossais démobilisés après la Première Guerre mondiale. Les Irlandais croyaient à l'époque qu'ils comprenaient d'anciens repris de justice, ce qui est faux.
Le surnom Black and Tans (Noirs et Fauves) fait référence au mélange de pièces de couleurs kaki (armée) et vert-sombre (RIC) de leur uniforme temporaire avant qu'ils ne reçoivent un uniforme complet de la RIC. il fera ensuite un lien avec une célèbre race de chiens de chasse de Limerick, le kerry beagle.
En théorie, les Tans faisaient partie de la RIC, mais en pratique ils agissaient en toute autonomie, remplaçant une police irlandaise qui avait presque disparu. Leur origine anglaise et écossaise les coupait totalement de la population irlandaise, qu'ils devaient surveiller.

## Agissements

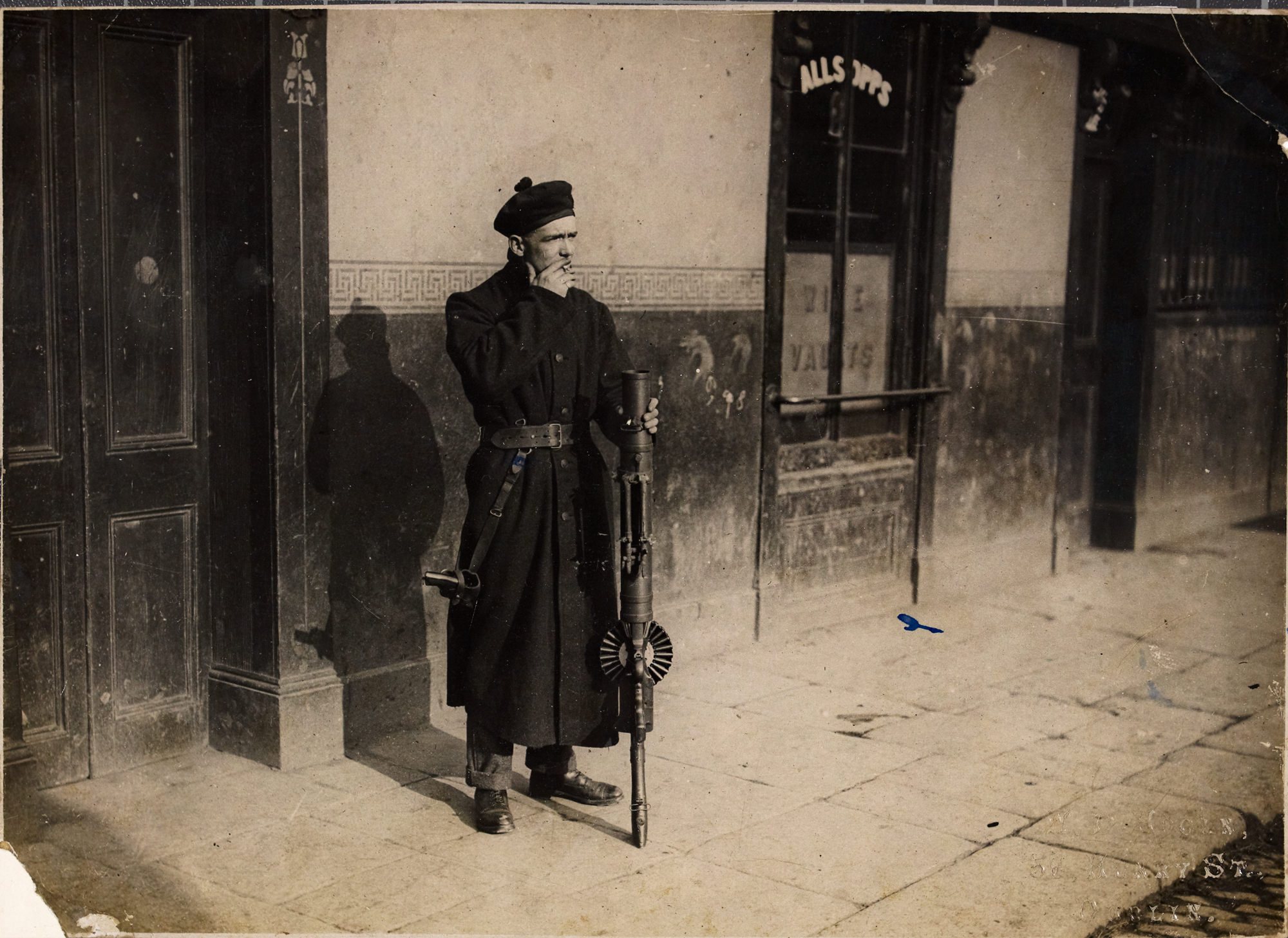
Un membre des Black and Tans à Dublin en février 1921.

Les Black and Tans utilisent des automitrailleuses et des méthodes militaires violentes contre la population irlandaise qui luttait alors pour son indépendance. Ils se comportent comme une armée d'occupation et scandalisent rapidement la population locale, puis l'opinion mondiale qui se trouve au courant de leurs agissements, grâce à des articles écrits par des journalistes, notamment américains, présents sur place .
Incendies de villages, représailles, assassinats, arrestations arbitraires, tortures en tous genres : les Black and Tans ont saccagé de nombreuses localités, dont Balbriggan, un village côtier au nord de Dublin, dans la nuit du 20 au 21 septembre 1920, et Cork dans la nuit du 11 au 12 décembre 1920.

## Culture populaire
Les Black and Tans font désormais partie du folklore irlandais. Ils sont cités dans au moins quatre chansons traditionnelles irlandaises : Come Out, Ye Black and Tans de Dominic Behan, Rifles of the IRA, Barry's Column and The boys of Kilmichael.
Ils apparaissent aussi dans l'album de bande dessinée Les Celtiques (appartenant à la série Corto Maltese) du dessinateur et scénariste Hugo Pratt.
Ils apparaissent également dans Fools of Fortune (1983), trad. française Coups du sort du romancier William Trevor.